# کی هوی-هیون
کی هی-هیون (به انگلیسی: Ki Hui-hyeon)(زاده ۱۶ ژوئن ۱۹۹۵) خواننده کره‌ای است.
او در حال حاضر عضو گروه موسیقی دیا است.